# 末廣家扇蝶
末廣家 扇蝶（すえひろや せんちょう、1867年 - 1913年3月29日）は、上方噺家。本名: 木代 力松。末広家扇蝶とも表記する。
京都の表具商に生まれ、最初は宮川松之助の俄一座に東家力松の名で大阪千日前でカッポレを踊って人気者になっていた。また松之助の相方で軽口も務めた。
1898年ころ初代笑福亭福松の門下になり本名でちなんで笑福亭璃喜松を名乗った。あまり噺は上手くなかったのでカッポレをベースに高下駄を履き碁盤の上で13本の扇を操る「松尽くし」のケレン舞が人気者になった。
その後出世昇進に仲間が嫉妬し仕方なく1904年に2代目桂文團治（後の7代目桂文治）門下になり吾妻家璃喜松と改名し三友派に加入した。翌年5月には末廣家扇蝶と改名。文治によくかわいがられ文治の私設秘書的な役割果たす、高座も精進していたが明治末に食道癌を患い手術するも甲斐なく死去した。
弟子には初代林家染五郎などがいた。